# 窒化炭素
窒化炭素(Carbon nitride)は、窒素と炭素の化合物である。

## 共有結合ネットワーク化合物
- 六方晶窒化炭素(β-C3N4) - ダイヤモンドより硬いと予測される固体
- グラファイト状窒化炭素(g-C3N4) - 重要な触媒としての性質を持つ

## アザフラーレン
- アザフラーレン - フラーレンの一部の炭素が窒素に置換したもの。例えば、(C59N)2、C58N2、C57N3、C48N12等。

## シアノフラーレン
- シアノフラーレン - フラーレン骨格にシアノ基が付加した修飾フラーレンで、C60(CN)2nで、nは1から9の値を取る。

## シアノゲン
- シアノゲン - C2N2 [NCCN]
- イソシアノゲン - C2N2 [CNCN]
- パラシアノゲン - (NCCN)2、シアノゲンポリマー
- パライソシアノゲン - (CNCN)2、シアノゲンポリマー

## パーシアノアルキン、アルケン、アルカン
- ジシアノアセチレン - C4N2 [C2(CN)2] - C6N4 [C2(CN)4]
- テトラシアノエチレン - C6N4 [C2(CN)4]
- テトラシアノメタン - C5N4 [C(CN)4]
  - 2,2-ジイソシアノプロパンジニトリル - C5N4 [C(CN)2(NC)2]
- ヘキサシアノエタン - C8N6 [C2(CN)6]
- ヘキサシアノシクロプロパン - C9N6 [C3(CN)6]
- ヘキサシアノブタジエン[1] - C10N6 [C4(CN)6]

### ジシアノポリイン
ジシアノポリインは、単結合と三重結合が交互になった炭素の鎖と末端の窒素原子から構成される。
- ジシアノブタジイン - C6N2
- ジシアノヘキサトリイン - C8N2
- C10N2
- C12N2
- C14N2
- C16N2
- C18N2
- C20N2
- C22N2

## パーアジドアルキン、アルケン、アルカン
- テトラアジドメタン - CN12

## パーシアノ複素環
- ペンタシアノピリジン - C10N6
- テトラシアノピラジン - C8N6
- トリシアノトリアジン - C6N6[2]
- テトラシアノビトリアジン - C10N10[2]
- ジシアノテトラジン - C4N6
- ヘキサシアノトリスイミダゾール - C15N12
- ヘキサシアノヘキサアザトリフェニレン - C18N12

## 芳香族シアノ炭素
- ヘキサシアノベンゼン - C12N6
- オクタシアノナフタレン - C18N8
- デカシアノアントラセン - C24N10

## その他
- シアノニトレン - CN2 [NCN]
- アゾジカルボニトリル - C2N4 [(NCN)2]
- シアノゲンアジド - CN4 [NC.N3]
- イソシアノゲンテトラアジド - C2N14
- トリアジドトリアジン - C3N12 [C3N3(N3)3]
- トリアジドヘプタジン - C6N16 [C6N7(N3)3]
- トリシアノメタンイミン - C4N4 [(CN).N.C(CN)2]
- ジアジドジシアノエチレン - C4N8 [(N3)2.C.C(CN)2]
- ジシアノジアゾメタン - C3N4 [(CN)2.C.N2]
- ジシアノカルベン - C3N2
- 1,3,5-トリアジド-2,4,6-トリシアノベンゼン - C9N12 [C6(CN)3(N3)3]

## アニオン
- ジシアンアミド - N(CN)2-
- トリシアノメタニド - C(CN)3-
- ペンタシアノプロペニド - C3(CN)5-
- 2-ジシアノメチレン-1,1,3,3-テトラシアノプロパネジイド - C10N62- [(C(C(CN)2)32-]
- トリシアノメラミネートアニオン - C3N3(NCN)3]3-
- メロネート - C6N7(NCN)3]3-
- シアノフラーレンアニオン - C60(CN)n- (nは奇数)とC60(CN)n2- (nは偶数)